# Juraj Bauer
Juraj (Georg) Bauer je bio hrvatski volapukist. Diplomu učitelja volapüka je dobio je 1885. godine, a dvije godine kasnije, 1887., sudjelovao je u osnivanju prvog kluba posvećenog volapuku, u Rijeci. 
Ipak, nedugo zatim je napustio volapukistički pokret (koji se već počeo osipati pojavom novog i jednostavnijeg jezika - esperanta) te je 1888. godine objavio svoj projekt međunarodnog pomoćnog jezika, spelin.